# Новик-Качан, Василий Петрович
Василий Петрович Новик-Качан — советский учёный в области новой технологии добычи полезных ископаемых, лауреат Государственной премии СССР (1978).
Родился 10.03.1918 (Белорусская ССР, Минская обл., Стародорожский р-н, с. Левки).
В 1941 году окончил Ростовский (Ростов-на-Дону) государственный университет по специальности «геология».
С 1941 по 1949 год служил в войсках МВД. Участник Великой Отечественной войны, награждён медалями «За боевые заслуги», «Партизану Отечественной войны» (за подготовку спецотрядов минирования), «За оборону Москвы», «За оборону Кавказа», «За победу над Германией в Великой Отечественной войне 1941—1945 гг.».
С 1945 г. инженер полка войск МВД СССР по защите особо важных объектов промышленности и железных дорог, старший инженер, заместитель начальника отдела рудничной геологии Главспеццветмета МВД СССР. Общий период службы 06.07.1941- 03.07.1954. Воинское звание: инженер-майор.
С 1954 года аспирант и одновременно ассистент кафедры геологии Московского института цветных металлов и золота им. М. И. Калинина. В 1956 г. защитил диссертацию кандидата геолого-минералогических наук.
С 1959 года в загранкомандировке в СГАО «Висмут» (ГДР): старший инженер, главный гидрогеолог.
С 1964 по 1991 г. работал в ПромНИИпроекте (ВНИПИ промтехнологии): старший научный сотрудник, с 1966 г. начальник научно-исследовательской лаборатории, которая занималась проблемой подземного захоронения жидких промышленных стоков и отработки месторождений способом подземного выщелачивания.
В 1975—1980 гг. гл. консультант по гидрогеологии ПВ Чехословацкой урановой промышленности.
За разработку новой технологии добычи полезных ископаемых и широкое внедрение ее в промышленность в 1978 году присуждена Государственная премия СССР (в составе авторского коллектива).
Награждён знаком «Шахтерская слава», почетными знаками и медалями ЧССР и ГДР, дипломом и бронзовой медалью ВДНХ, знаком «Изобретатель СССР».
Соавтор монографий:
- Добыча урана методом подземного выщелачивания /В. А. Мамилов, Р. П. Петров, В. П. Новик-Качан и др.; Под ред. В. А. Мамилова. — М. : Атомиздат, 1980. — 248 с. : ил.; 22 см; ISBN В пер.
- В. П. Новик-Качан, Н. В. Губкин, Д. Т. Десятников, Н. И. Чесноков. Добыча металлов способом выщелачивания [Текст]. — Москва : [б. и.], 1970. — 111 с. : ил.; 22 см.